# 프랑크 푸르셀
프랑크 푸르셀(Franck Pourcel, 1913년 8월 14일 ~ 2000년 11월 12일)은 프랑스의 남성 바이올리니스트, 작사가, 작곡가, 편곡가, 악단 지휘자이다. 아명(兒名)은 프랑크 마리위스 루이 푸르셀(Franck Marius Louis Pourcel)이다.

## 생애
초기 예명이 요한 볼프 스톨레(Johann Wolf Stole)인 그는 1931년 바이올리니스트 첫 데뷔하였다.
그는 1981년 프랑스 시민권자 신분을 겸하며 이탈리아 영구거주권을 취득하였다가 이듬해 1982년 이탈리아 영구거주권을 포기하고 프랑스 시민권자 신분으로써 서독 영구거주권 취득하였으며 1년 후 1983년 서독 영구거주권을 포기하였다.

## 유명세
그는 보통적으로 대한민국 국내에서는 영국 가수 겸 뮤지컬배우 피출러 클라크(Petula Clark)의 《Chariot》라는 노래 작품을 작사한 음악가로 널리 잘 알려져 있다.